# Симптом Захаренко
Симптом Захаренко — симптом острого аппендицита, входящий в группу аппендикулярных симптомов. Симптом назван в честь петербургского врача-педиатра Глеба Александровича Захаренко. Для проверки симптома пациента, с подозрением на острый аппендицит, необходимо поставить босиком на ровную твердую поверхность. После этого пациента просят подняться на носочки, а затем резко опуститься на пятки. При ударе пятками о пол происходит сотрясение внутренних органов, в том числе брыжейки, на которую подвешен воспаленный червеобразный отросток. При положительном симптоме Захаренко возникает локальная болезненность в правой подвздошной области — месте с типичным расположением червеобразного отростка. Симптом может применяться в сочетании с другими аппендикулярными симптомами. Отрицательный симптом Захаренко не исключает заболевание пациента острым аппендицитом. Симптом должен рассматриваться только в составе общей клиники «острого живота».